# Huidtransplantatie

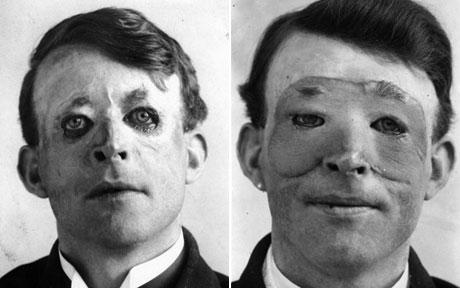
Walter Yeo, een Britse soldaat, is mogelijk de eerste persoon bij wie succesvol een huidtransplantatie is toegepast.

Een huidtransplantatie is een medische ingreep waarbij een stuk beschadigde huid wordt vervangen door een ander stuk (transplantatie). Dit vervangende stuk huid wordt meestal elders op het lichaam van de patiënt geoogst; slechts in zeldzame gevallen wordt huid van iemand anders gebruikt (donor).

## Redenen voor huidtransplantatie
Huidtransplantatie kan worden toegepast bij:
- Verwondingen, bijvoorbeeld brandwonden of operatiewonden, die zo uitgebreid zijn, dat spontane genezing te lang zou duren.
- Het sluiten van chirurgische wonden, bijvoorbeeld bij huidkanker, die moeilijk via een plastiek te sluiten zijn.
- Chronische wonden, bijvoorbeeld die weinig genezingstendens vertonen.

## Taxonomie
- Autoloog: donor en ontvanger zijn een en dezelfde persoon. De huid wordt bij een persoon elders van het lichaam gehaald.
- Isogeen: de donor en ontvanger zijn genetisch identiek (zoals bij eeneiige tweelingen).
- Allogeen: de donor en ontvanger zijn van dezelfde soort.
- Xenogeen: de donor en ontvanger zijn van een andere soort.
- Prosthetisch: verloren huid wordt vervangen door een kunstmatige huid zoals plastic of keramiek.

## Operatie
Split-skin, ofwel Thiersch-plastiekMet een speciaal instrument genaamd een dermatoom wordt een dunne laag van de huid afgeschaafd. Hiermee kan voorzichtig de epidermis samen met een deel van de dermis worden weggehaald bij de donor. Het merendeel van de dermis, met onder andere de haarzakjes en talgklieren, blijft achter bij de donor. Vaak wordt de huid van sneetjes voorzien (gemeshd). Zo kan het stukje huid verder worden uitgerekt, zodat een groter oppervlak bedekt worden. Verder kan wondvocht door de openingen worden afgevoerd. De huid wordt vervolgens bij de patiënt aangebracht op de gewenste plaats, en op zijn plek gehouden met hechtingen. Als alles goed gaat zal de donorhuid vastgroeien aan de huid van de patiënt.
Volledige dikte, ofwel full-thickness graftHierbij wordt huid van volledige dikte gebruikt, zowel epidermis als dermis; het subcutane vet wordt wel verwijderd. Het wordt weggehaald op een plek die goed te sluiten is, en waar het litteken niet opvallend is. Voordeel van deze techniek is dat het eindresultaat mooier is, ook van de donorplaats.
Gekweekte huidbij erg uitgebreide verwondingen (bv brandwonden) wordt soms een klein stuk huid afgenomen en in het laboratorium opgekweekt. Zo kan een veel groter gebied worden bedekt.

## Risico’s
Risico’s bij huidtransplantaties zijn:
- Vaak blijft na huidtransplantatie een kleur- of textuurverschil met de omringende huid zichtbaar.
- De donorplaats bij een split-skin blijft vaak lang zichtbaar
- Bloedverlies
- Infecties
- Beschadiging van zenuwcellen.